# Biała Nyska
Biała Nyska est une localité polonaise de la voïvodie d'Opole et du powiat de Nysa.

## Histoire
De 1742 à 1945, Bielau fait partie de l'arrondissement de Neisse (de) dans le district d'Oppeln au sein de la province de Silésie.

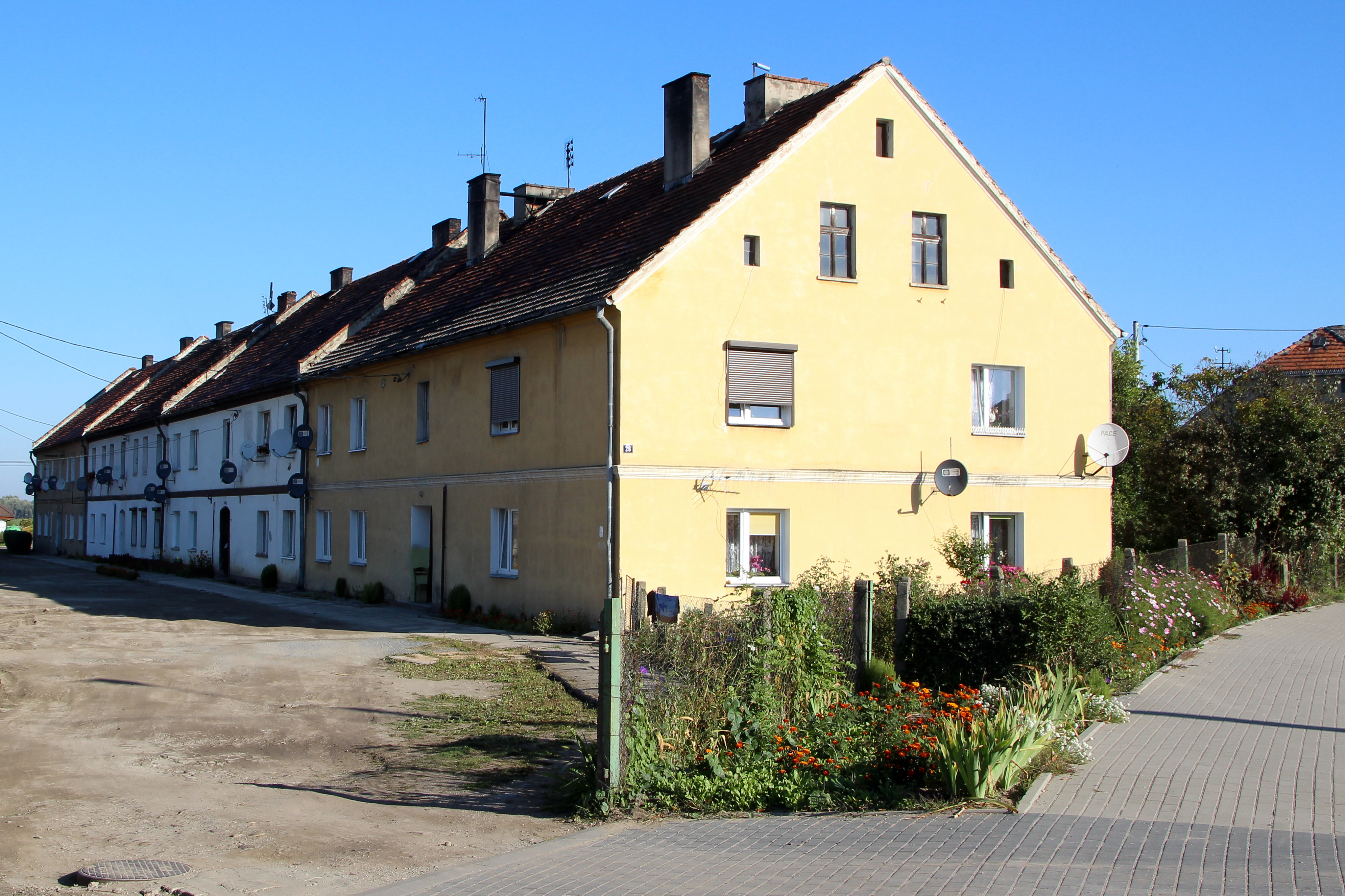
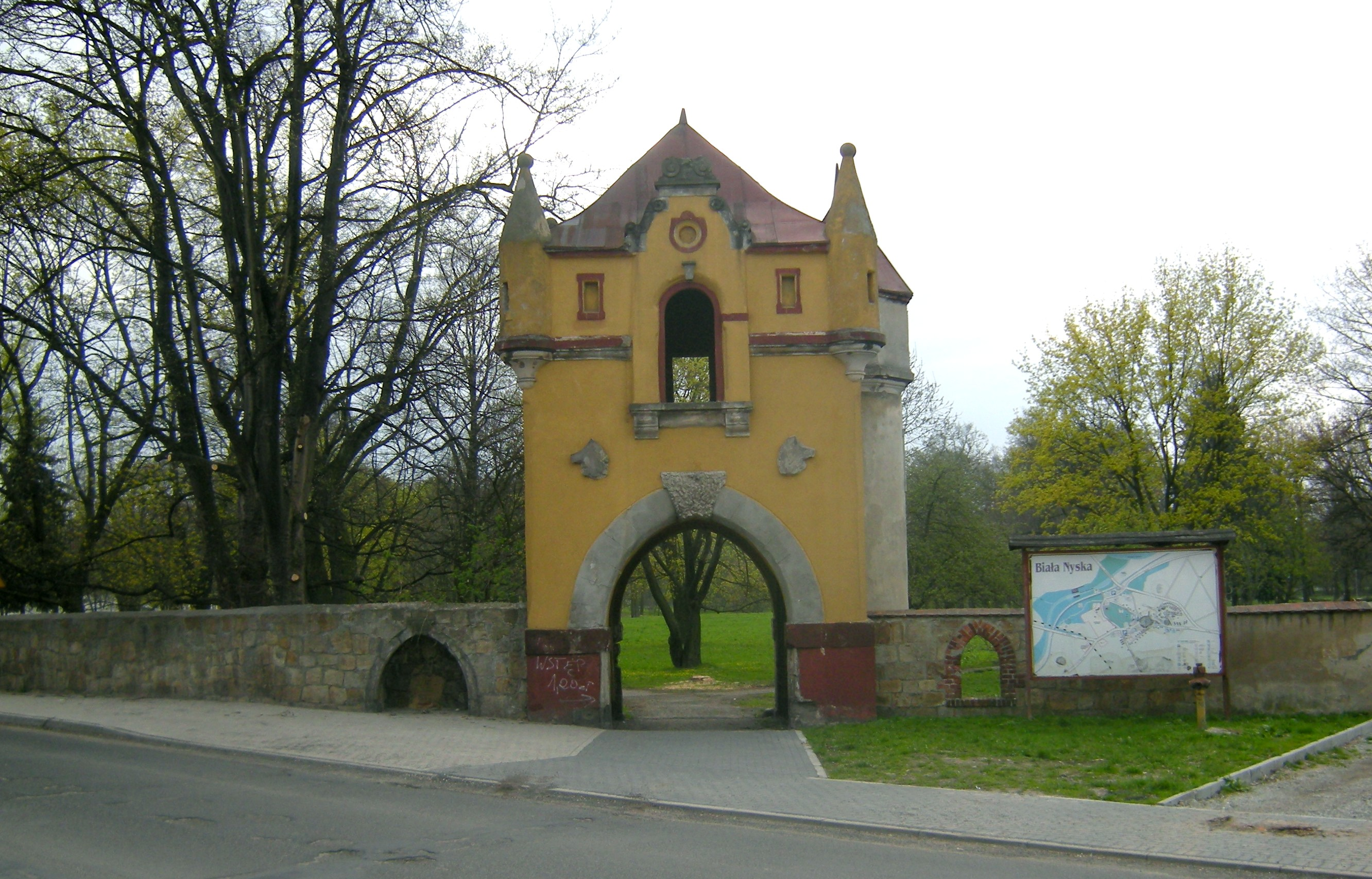
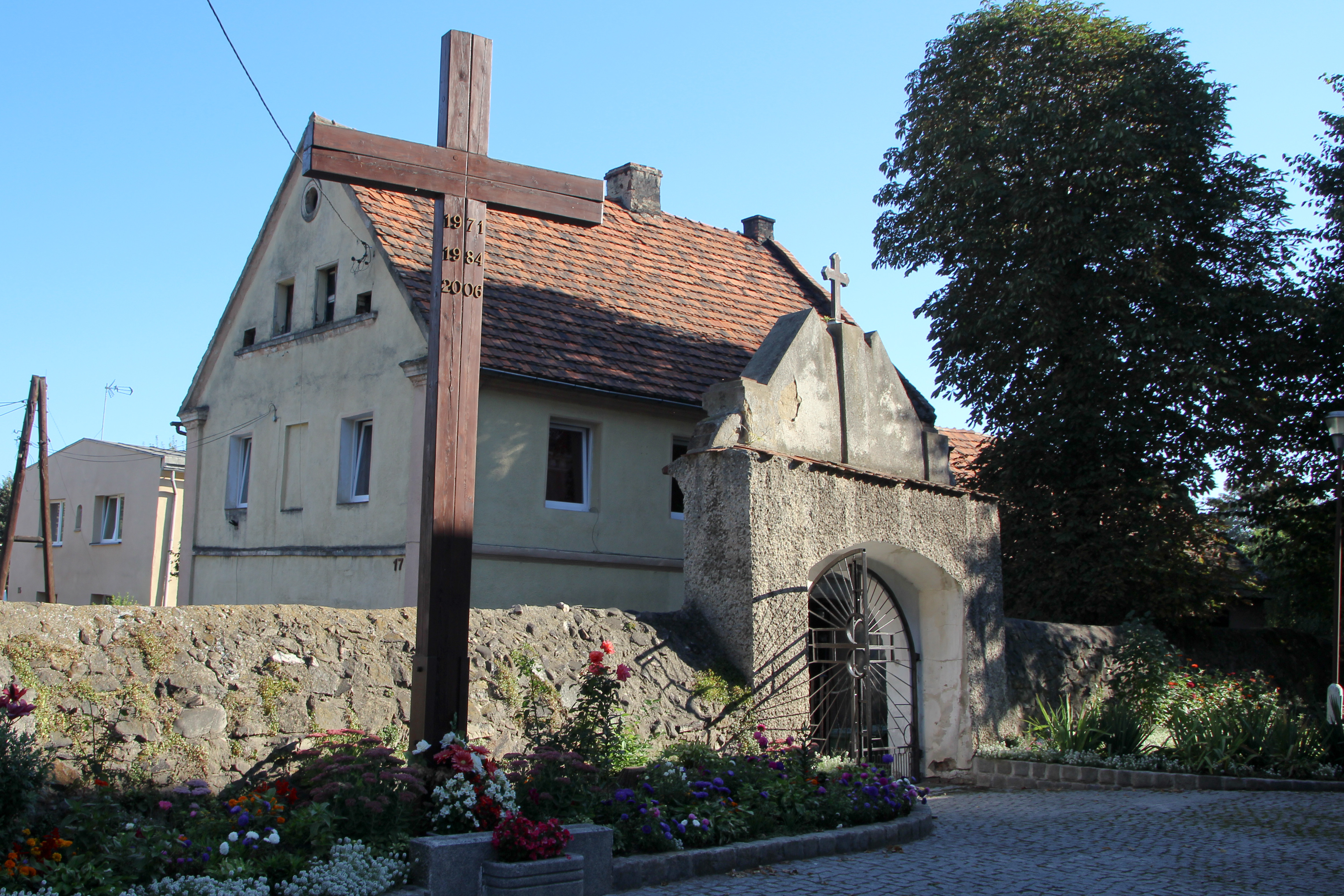